# Resolució 937 del Consell de Seguretat de les Nacions Unides
La Resolució 937 del Consell de Seguretat de les Nacions Unides fou adoptada per unanimitat el 21 de juliol de 1994. Després de reafirmar les resolucions 849 (1993), 854 (1993), 858 (1993), 876 (1993), 881 (1993), 892 (1993), 896 (1994), 901 (1994), 906 (1994) i 934 (1994), el Consell va ampliar la Missió d'Observació de les Nacions Unides a Geòrgia (UNOMIG) per incloure la cooperació amb la Comunitat d'Estats Independents (CIS) i va ampliar el seu mandat fins al 13 de gener de 1995.
El Consell va reafirmar la integritat territorial i la sobirania de Geòrgia i el dret de tots els refugiats i persones desplaçades a tornar a casa. També va donar la benvinguda a l'Acord d'Alto el Foc i Separació de Forces signat entre Abkhàzia i els georgians a Moscou, Rússia i altres acords reconeguts. Era important que les negociacions continuessin arribant a una solució política mútuament acceptable per ambdues parts. El desplegament d'una força de manteniment de la pau de la CEI depenia del consentiment de les parts. També es va instar als partits a garantir la llibertat de moviment completa per a la força de manteniment de pau de la CEI i la UNOMIG.
Es va instar als partits a accelerar les negociacions per trobar un acord polític sota els auspicis de les Nacions Unides amb la participació de Rússia i representants de l'Organització per a la Seguretat i la Cooperació a Europa. El secretari general Boutros Boutros-Ghali va ser autoritzat a enfortir la UNOMIG amb 136 observadors militars i va ampliar el seu mandat per incloure:
(a) supervisar la implementació de l'Acord d'Alto el Foc i Separació de Forces;
(b) observar la força de manteniment de la pau de la CEI;
(c) garantir que les tropes i les armes pesants romanguin fora de la zona de seguretat;
(d) controlar l'emmagatzematge d'armes pesants;
(e) seguiment de la retirada de les tropes georgianes de la vall de Kodori;
(f) patrullar la vall de Kodori;
(g) investigar violacions dels acords;
(h) informar sobre l'aplicació de l'Acord, violacions i altres desenvolupaments;
(i) mantenir el contacte amb ambdues parts, cooperar amb la CEI i amb la seva presència, garantint el retorn segur dels desplaçats.
També es va demanar al Secretari General que creés un fons per donar suport a la implementació dels acords i les ajudes humanitàries, incloent desminatge. En un termini de tres mesos, es va demanar que informés al Consell sobre l'evolució de la situació.
La resolució 937 va ser aprovada per 14 vots contra cap; Ruanda estava absent.